# Beyond Elysian Fields
Albums de Hugh Cornwell
Sons of Shiva
(2002) Hooverdam
(2008)
Beyond Elysian Fields est un album de Hugh Cornwell sorti en 2004 et produit par Tony Visconti avec qui Hugh Cornwell avait déjà travaillé pour l'enregistrement de l'album La Folie des Stranglers.

## Titres
| No  | Titre                     | Durée |
| --- | ------------------------- | ----- |
| 1.  | Land of a Thousand Kisses |       |
| 2.  | Cadiz                     |       |
| 3.  | Do Right Bayou            |       |
| 4.  | Under Her Spell           |       |
| 5.  | Beauty on the Beach       |       |
| 6.  | The Story of Harry Power  |       |
| 7.  | 24/7                      |       |
| 8.  | Mr Big                    |       |
| 9.  | Picked Up by the Wind     |       |
| 10. | I Don't Mind              |       |
| 11. | Henry Moore               |       |

## Musiciens
- Hugh Cornwell - guitares, claviers, piano jouet, chant
- Steve Lawrence - basse, orgue, piano
- Windsor McGilvray - batterie, percussions
- Tony Visconti - castagnettes
- Scott Bourgeois - flûtes

## Équipe de production
- Danny Kadar - ingénieur du son
- Tony Visconti - production, mixage